# 125P/Spacewatch
125P/Spacewatch (także Spacewatch 1)  – kometa krótkookresowa, należąca do rodziny Jowisza.

## Odkrycie
Kometa została odkryta 8 września 1991 roku przez Toma Gehrelsa w ramach projektu Spacewatch.

## Orbita komety i właściwości fizyczne
Orbita komety 125P/Spacewatch ma kształt elipsy o mimośrodzie 0,51. Jej peryhelium znajduje się w odległości 1,52 j.a., aphelium zaś 4,73 j.a. od Słońca. Jej okres obiegu wokół Słońca wynosi 5,53 roku, nachylenie do ekliptyki to wartość 9,99˚.
Jądro tej komety ma rozmiary 1,6 km.